# 自贡市第一人民医院
自贡市第一人民医院是位于四川省自贡市的一座三级甲等医院。医院始建于1908年，是川北医学院非直管附属医院、四川卫生康复职业学院附属医院、成都中医药大学等教学医院。现有本部和板仓两个院区。
四川省肿瘤医院、自贡市第一人民医院、宜宾市第二人民医院、广元市人民医院和攀钢（集团）职工总医院等5家医疗机构通过自愿联合，组建了跨地区、全省性的四川省肿瘤医疗集团。

## 历史
自贡市第一人民医院的前身加拿大教会医院创办于1908年，1929年更名为仁济医院，1951年中华人民共和国接管仁济医院，并将之更名为川南第二医院。1953年，川南第二医院与原自贡市立医院合并为自贡市人民医院。1974年，原自贡市人民医院外科部从院中拆分出，组建自贡市第四人民医院。2003年和自贡卫校（现四川卫生康复职业学院）实质性合并组建自贡市仁济医学中心，2008年增挂自贡市传染病医院牌子。

## 职工
- 博士硕士学位：130余人
- 高级技术职称：260余人
- 专业技术人员：1952人[4]

## 科室
- 行政职能科室21个
- 临床科室29个
- 医技科室10个
- 7个省级重点专科[4]

## 稱號
- 爱婴医院
- 卫生部国际救援中心网络成员
- 卫生部脑卒中基地医院
- 卫生部病理远程会诊及质控试点单位
- 国家综合医院中医药工作示范单位
- 国家中医药防治传染病临床基地
- 国家首批住院医师规范化培训基地
- 自贡、内江“医疗作战区”领头医院[4]

## 交通
巴士：
- 彩灯公园站：802、8